# Goldiwil
Goldiwil (toponimo tedesco) è un quartiere di 1 104 abitanti del comune svizzero di Thun, nel Canton Berna (regione dell'Oberland, circondario di Thun).

## Storia

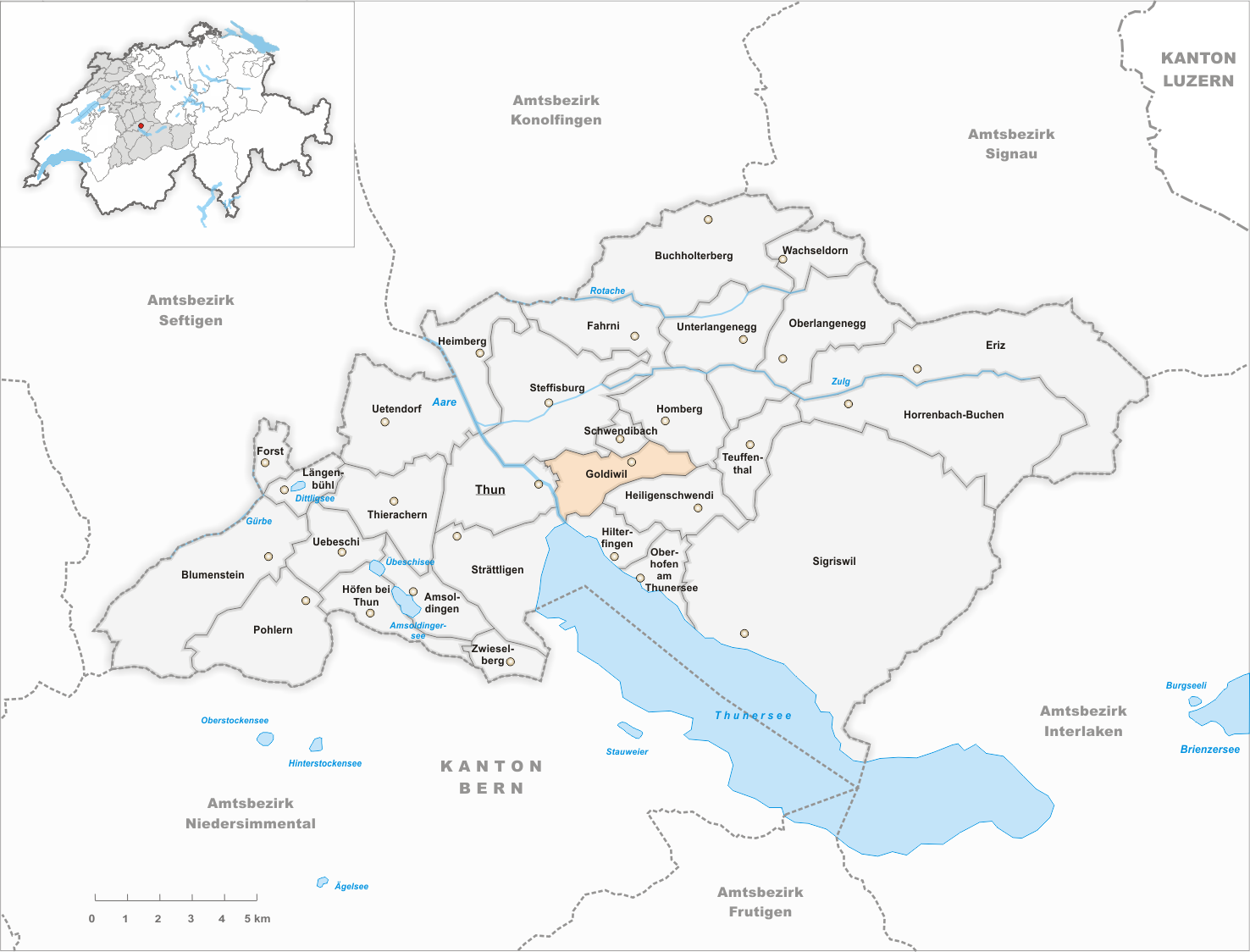
Il territorio del comune di Goldiwil prima degli accorpamenti comunali del 1913

Già comune autonomo che apparteneva al distretto di Thun e che comprendeva i villaggi del Nid dem Wald (Hofstetten, Lauenen, Ried) e dell'Ob dem Wald (Eichgut, Farnern, Geissental, Melli, Trüelmatt, Wiler), nel 1913 è stato accorpato a Thun.

## Monumenti e luoghi d'interesse
- Chiesa riformata, eretta nel 1950[1].

## Società

### Evoluzione demografica
L'evoluzione demografica è riportata nella seguente tabella:
Abitanti censiti

## Amministrazione
Ogni famiglia originaria del luogo fa parte del comune patriziale che ha la responsabilità della manutenzione di ogni bene comune.